# The Great American Bash 1989
The Great American Bash 1989 fu la quinta edizione del pay-per-view di wrestling della serie Great American Bash, la prima ad essere prodotta dalla World Championship Wrestling sotto l'egida della National Wrestling Alliance. L'evento si svolse il 23 luglio 1989 presso la Baltimore Arena di Baltimora, Maryland.
Il main event della serata fu l'incontro per il titolo NWA World Heavyweight Championship. In esso Ric Flair sconfisse Terry Funk mantenendo la cintura di campione.
Altri match di rilievo che si svolsero all'evento furono The Road Warriors (Hawk & Animal), Midnight Express (Bobby Eaton & Stan Lane) e "Dr. Death" Steve Williams contro Fabulous Freebirds (Jimmy Garvin, Michael Hayes, Terry Gordy) e Samoan Swat Team (Samu & Fatu) in un WarGames match; Lex Luger contro Ricky Steamboat per l'NWA United States Heavyweight Championship; Sting contro The Great Muta per l'NWA World Television Championship; The Steiner Brothers (Rick & Scott) contro The Varsity Club (Mike Rotunda & Kevin Sullivan) in un Texas Tornado match; Jim Cornette contro Paul E. Dangerously in un Tuxedo match; The Skyscrapers (Sid Vicious & Dan Spivey) contro Dynamic Dudes (Johnny Ace & Shane Douglas) e la Two-Ring King of the Hill Battle Royal.

## Risultati
| N. | Risultati | Stipulazione                                                  | Durata |
| -- | --- | ------------------------------------------------------------- | ------ |
| 1  | Dan Spivey & Sid Vicious sconfiggono Bill Irwin, Brian Pillman, Eddie Gilbert, Kevin Sullivan, Mike Rotunda, Ranger Ross, Rick Steiner, Ron Simmons, Scott Hall, Scott Steiner, "Dr. Death" Steve Williams & Terry Gordy                                                                         | Two-Ring King of the Hill Battle Royal                        | 10:20  |
| 2  | Brian Pillman sconfigge Bill Irwin | Single match                                                  | 10:18  |
| 3  | The Skyscrapers (Dan Spivey & Sid Vicious) sconfiggono The Dynamic Dudes (Johnny Ace & Shane Douglas) | Tag team match                                                | 09:14  |
| 4  | Jim Cornette sconfigge Paul E. Dangerously | Tuxedo match                                                  | 06:22  |
| 5  | The Steiner Brothers (Rick Steiner & Scott Steiner) (con Missy Hyatt) sconfiggono The Varsity Club (Kevin Sullivan & Mike Rotunda) | Texas Tornado match                                           | 04:22  |
| 6  | Sting (c) (con Eddie Gilbert) sconfigge The Great Muta (con Gary Hart) | Single match per l'NWA World Television Championship          | 08:40  |
| 7  | Lex Luger (c) sconfigge Ricky Steamboat per squalifica | Single match per l'NWA United States Heavyweight Championship | 10:26  |
| 8  | The Road Warriors (Animal & Hawk), The Midnight Express (Bobby Eaton & Stan Lane) e "Dr. Death" Steve Williams (con Jim Cornette & Paul Ellering) sconfiggono The Fabulous Freebirds (Jimmy Garvin, Michael Hayes, & Terry Gordy) e The Samoan SWAT Team (Fatu & Samu) (con Paul E. Dangerously) | WarGames match                                                | 22:18  |
| 9  | Ric Flair (c) sconfigge Terry Funk (con Gary Hart) | Single match per l'NWA World Heavyweight Championship         | 17:23  |